# بيت أرة
بيت آره قرية زراعية تقع في جنوب غرب سوريا تابعة لمحافظة درعا، تحيط بها: من الشمال قرية عابدين ومن الشرق قرية الشجرة ومن الجنوب وادي اليرموك ومن الغرب قرية كويا يبلغ عدد سكانها 6000 نسمة لعام 2010 وأشهر العائلات فيها الخطاطبة والمسادين والدمارات واليساسنة
يوجود فيها العديد من المثقفين والجامعيين من كلا الجنسين وعدد المدارس فيها 3 مدارس للمرحلتين الإعدادية والابتدائية اما الثانوية فتتم في قرية كويا للمجال الأدبي أو في قرية الشجرة للمجال العلمي والادبي ، وتعتبر النسبة الأكبر في مجال التعليم لعائلة الخطاطبة والتي تعد العائلة الأكثر صلابة في القرية من حيث المال والعدد وضخامة البنية مقارنة مع العائلات الأخرى ، و في القرية العديد من المغتربين في دول الخليج العربي.